# إكسورة بوغنفيلية
إكسورة بوغنفيلية (الاسم العلمي:Ixora bougainvilliae) هي نوع من النباتات يتبع جنس الإكسورة من الفصيلة الفوية.